# Sliporid-Ivanivka, Hrebinka
Sliporid-Ivanivka (în ucraineană Сліпорід-Іванівка) este un sat în comuna Maiorșciîna din raionul Hrebinka, regiunea Poltava, Ucraina.

## Demografie
Componența lingvistică a localității Sliporid-Ivanivka
     Ucraineană (91,92%)
     Rusă (5,8%)
     Alte limbi (0,18%)
Conform recensământului din 2001, majoritatea populației localității Sliporid-Ivanivka era vorbitoare de ucraineană (91,92%), existând în minoritate și vorbitori de rusă (5,8%) și armeană (2,11%).